# Sekibō
Sekibō (jap. 石棒) – kamienne pałki w kształcie fallusa, tworzone w starożytnej Japonii w okresie Jōmon.

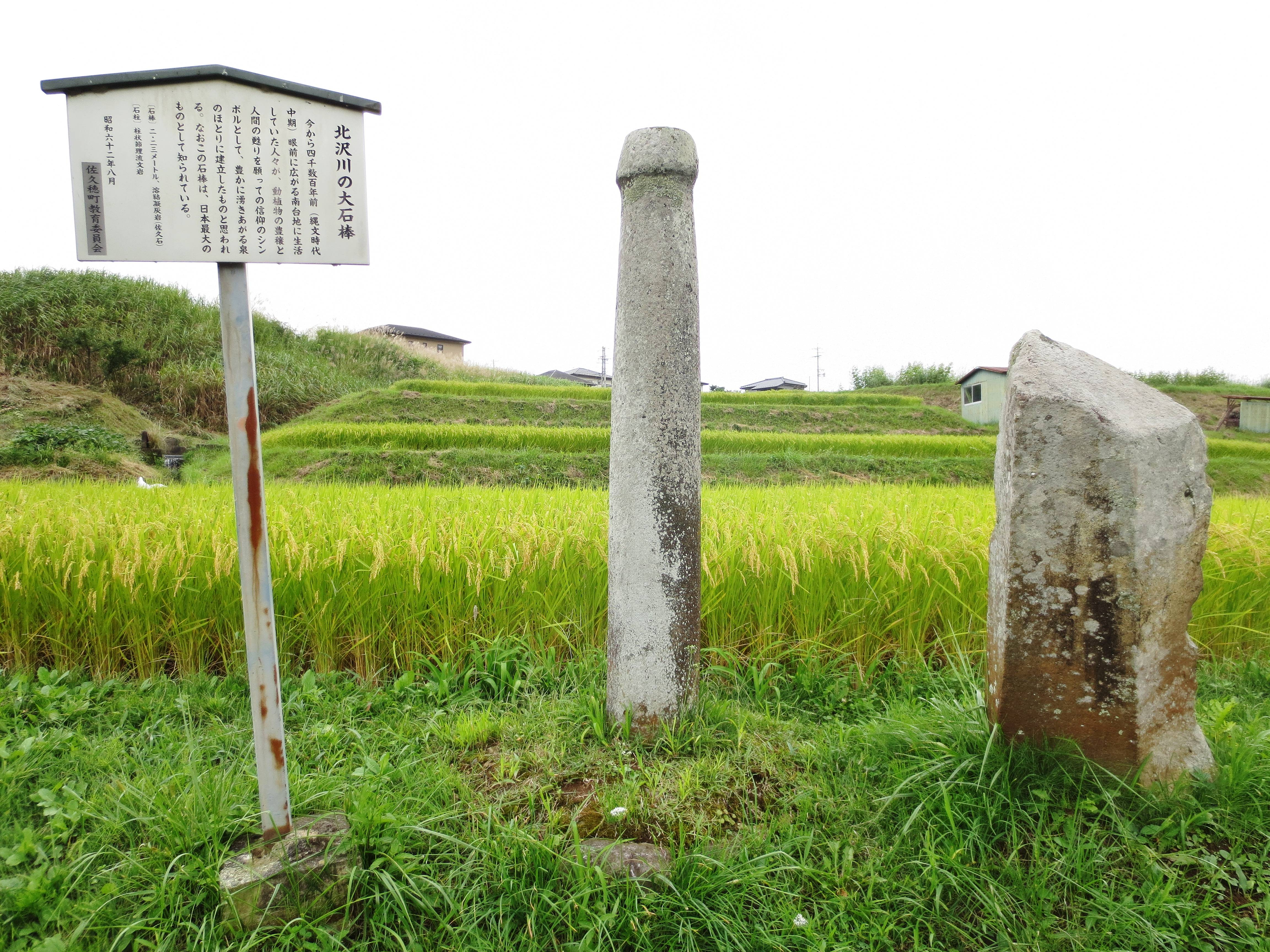
Sekibō

Sekibō znajdowane są licznie na stanowiskach archeologicznych związanych z kulturą Jōmon. Umieszczano je we wnętrzach domostw lub przed otaczającymi je ogrodzeniami. Związane były przypuszczalnie z kultami płodnościowymi. Miały różną wielkość, największe sekibō mierzyły ponad 1 m długości. Ich powierzchnię często dekorowano ornamentami geometrycznymi.